# May Balisidya
May Lenna Balisidya Matteru (Dodoma, 10 de mayo de 1947-27 de diciembre de 1987) fue una escritora tanzana en suajili, gran promotora de esta lengua, siendo elegida en 1971 para Baraza la Kiswahili la Taifa, institución de Tanzania encargada de regular y promover el suajili; en la que fue vicepresidenta del consejo dos mandatos.

## Trayectoria
Tras sus estudios primarios y secundarios estudió artes en la Universidad de Dar es-Salam y en 1978 remató con un máster por literatura oral en la misma  institución. Entre 1977 y 1987 fue lectora del departamento de Kiswahili de esa misma universidad, y en noviembre de 1987 se doctoró en Literatura africana por la Universidad de Wisconsin-Madison.
Murió de cáncer a los 40 años.

## Obra
- Shida (novela)[3]
- Ayubu (teatro)
- Tujifunze Kusoma (literatura infantil)